# Festival international du film de Saint-Sébastien 2024
Le festival international du film de Saint-Sébastien 2024, 72e édition du festival (72 edición del Festival de San Sebastian ou 72. Donostiako Zinemaldia) se déroule du 20 au 28 septembre 2024.

## Déroulement et faits marquants
Les premiers films sélectionnés sont annoncés en juillet 2024.
L'actrice Cate Blanchett recevra le Prix Donostia pour l'ensemble de sa carrière.
Le réalisateur espagnol Pedro Almodovar recevra également le Prix Donostia pour l'ensemble de sa carrière.
L'acteur Javier Bardem reçoit le Prix Donostia pour l'ensemble de sa carrière lors de la cérémonie d'ouverture.
La cinéaste Paula Ortiz présente La Vierge rouge en séance spéciale, sur un scénario de Clara Roquet, biopic de la jeune féministe Hildegart Rodríguez Carballeira (Alba Planas), assassinée par sa mère Aurora (Najwa Nimri) en 1933, une affaire judiciaire qui défraie la chronique sous la République espagnole en Europe.
La productrice María Zamora reçoit le prix national de Cinématographie, récompense nationale du cinéma espagnol, à l'occasion du festival.
Le 21 septembre, la présence de Nevenka Fernández, personnalité iconique des droits des femmes, à l'occasion de la présentation de L'Affaire Nevenka d'Icíar Bollaín (en compétition officielle, avec la jeune actrice Mireia Oriol dans le rôle titre) donne lieu à une ovation particulièrement remarquée de la part des festivaliers.
Le 28 septembre 2024, le palmarès est dévoilé : le film Tardes de soledad d'Albert Serra remporte la Coquille d'or, le film The Last Showgirl de Gia Coppola remporte le Prix spécial du jury,.

## Jury

### Sélection officielle
- Jaione Camborda (présidente du jury) : réalisatrice et scénariste  Espagne
- Leila Guerriero : critique  Argentine
- Fran Kranz : acteur et réalisateur  États-Unis
- Christos Nikou : réalisateur et scénariste  Grèce
- Carole Scotta : productrice  France
- Ulrich Seidl : réalisateur et scénariste  Autriche

## Sélection

### En compétition
- Emmanuelle de Audrey Diwan  France
- Bound in Heaven (en) de Huo Xin  Chine
- Conclave de Edward Berger  Royaume-Uni  États-Unis
- El hombre que amaba los platos voladores (es) de Diego Lerman  Argentine
- Les Maudites (El llanto) de Pedro Martín-Calero  Argentine
- El lugar de la otra (es) de Maite Alberdi  Chili
- Deux Sœurs (Hard Truths) de Mike Leigh  Royaume-Uni
- La Voie du serpent de Kiyoshi Kurosawa  Japon
- Le Dernier Souffle de Costa-Gavras  France
- Los destellos de Pilar Palomero  Espagne
- On Falling (en) de Laura Carreira  Portugal
- Quand vient l'automne de François Ozon  France
- L'Affaire Nevenka d'Icíar Bollaín  Espagne
- Tardes de soledad d'Albert Serra  Espagne
- The End de Joshua Oppenheimer  Danemark
- The Last Showgirl de Gia Coppola  États-Unis

### Hors compétition
- Modi de Johnny Depp  Royaume-Uni  Italie
- L'Amour au présent de John Crowley  Royaume-Uni
- Querer (es) (série télévisée) de Alauda Ruiz de Azúa (es)  Espagne

### Séances spéciales
- La Vierge rouge (La virgen roja) de Paula Ortiz  États-Unis  Espagne
- Lumière, l'aventure continue de Thierry Frémaux  France

### Nouveaux réalisateurs
Les films de cette sélection sont des premiers ou des seconds longs-métrages.
- La guitarra flamenca de Yerai Cortés de Antón Álvarez  Espagne
- Hiver à Sokcho de Koya Kamura  France  Corée du Sud
- Azken erromantikoak de David Pérez Sañudo  Espagne
- Bagger Drama de Piet Baumgartner  Suisse
- Brûle le sang de Akaki Popkhadze  France  Belgique  Autriche
- Gülizar de Belkis Bayrak  Turquie  Kosovo
- La llegada del hijo (es) de Cecilia Atán et Valeria Pivato  Espagne  Argentine
- Min evige sommer de Sylvia Le Fanu  Danemark
- Por donde pasa el silencio de Sandra Romero  Espagne
- Regretfully at Dawn de Sivaroj Kongsakul  Thaïlande  Singapour
- Stars and the Moon de Tang Yongkang  Chine
- Turn Me On de Michael Tyburski  États-Unis

### Horizontes latinos
Les films de cette sélection sont produits entièrement ou en partie en Amérique Latine.
- Cuando las nubes esconden las sombras (en) de José Luis Torres Leiva  Chili  Argentine
- El aroma del pasto recién cortado de Celina Murga  Argentine  Uruguay
- Cidade; Campo (en) de Juliana Rojas  Brésil
- Dormir de olhos abertos de Nele Wohlatz  Brésil  Argentine
- Kill the Jockey (El jockey) de Luis Ortega  Argentine  Mexique
- La piel en primavera de Yennifer Uribe Alzate  Colombie  Chili
- Los domingos mueren más personas de Iair Said  Argentine
- Querido trópico de Ana Endara  Panama  Colombie
- Quizás es cierto lo que dicen de nosotras de Sofía Paloma Gómez et Camilo Becerra  Chili  Argentine
- Ramón y Ramón (en) de Salvador del Solar  Pérou
- Reas de Lola Arias  Argentine
- Simón de la montaña de Federico Luis  Argentine  Chili  Uruguay
- Hijo de Sicario (Sujo) de Astrid Rondero et Fernanda Valadez  Mexique
- Zafari de Mariana Rondón  Pérou

### Perles (Perlak)
Les films de cette sélection sont des longs-métrages inédits en salle en Espagne.
- Emilia Perez de Jacques Audiard  France  Mexique
- Marco de Jon Garaño et Aitor Arregi (es)  Espagne
- I'm Still Here (Ainda Estou Aqui) de Walter Salles  Brésil
- All We Imagine as Light de Payal Kapadia  Inde
- Anora de Sean Baker  États-Unis
- Bird de Andrea Arnold  Royaume-Uni
- Les Graines du figuier sauvage de Mohammad Rasoulof  Iran
- En fanfare de Emmanuel Courcol  France
- Maria Callas: Letters and Memories de Tom Volf et Yannis Dimolitsas  France  Italie  Grèce
- Megalopolis de Francis Ford Coppola  États-Unis
- Memoir of a Snail de Adam Elliot  Australie
- Oh, Canada de Paul Schrader  États-Unis
- Parthenope de Paolo Sorrentino  Italie
- The Substance de Coralie Fargeat  Royaume-Uni
- Le Robot sauvage (The Wild Robot) de Chris Sanders  États-Unis
- A Traveler's Needs de Hong Sang-soo  Corée du Sud

### Rétrospective - Italie violente
- Les Amants diaboliques (Ossessione) de Luchino Visconti
- Fuite en France (Fuga in Francia) de Mario Soldati
- Au nom de la loi (In nome della legge) de Pietro Germi
- Brigade volante (Il bivio) de Fernando Cerchio
- Traqué dans la ville (La città si defende) de Pietro Germi
- Les Coupables (Processo alla città) de Luigi Zampa
- Meurtre à l'italienne (Un maledetto imbroglio) de Pietro Germi
- Mafioso de Alberto Lattuada
- Bandits à Milan (Banditi a Milano) de Carlo Lizzani
- Le Jour de la chouette (Il giorno della civetta) de Damiano Damiani
- Enquête sur un citoyen au-dessus de tout soupçon de Elio Petri
- Milan calibre 9 (Milano calibro 9) de Fernando Di Leo
- Société anonyme anti-crime (La polizia ringrazia) de Steno
- La Poursuite implacable (Revolver) de Sergio Sollima
- La Rançon de la peur (Milano odia: la polizia non può sparare) de Umberto Lenzi
- Cadavres exquis (Cadaveri eccellenti) de Francesco Rosi
- Brigade spéciale (Roma a mano armata) de Umberto Lenzi
- L'Affaire Mori (Il prefetto di ferro) de Pasquale Squitieri
- L'Affaire Aldo Moro (Il caso Moro) de Giuseppe Ferrara
- Buongiorno, notte de Marco Bellocchio
- Gomorra de Matteo Garrone
- Dernière Nuit à Milan (L'ultima notte di Amore) de Andrea Di Stefano

### Klasikoak
- Tasio de Montxo Armendáriz  Mexique
- Tatuaje (es) de Bigas Luna  Espagne
- The Woman of Wrath de Tseng Chuang-hsiang  Taïwan
- Les Déracinés (Surcos) de José Antonio Nieves Conde  Espagne
- La Leçon de piano de Jane Campion  Australie
- Un rêve plus long que la nuit de Niki de Saint Phalle  France

## Palmarès

### Sélection officielle
- Coquille d'or : Tardes de soledad de Albert Serra
- Prix spécial du jury : The Last Showgirl de Gia Coppola
- Coquille d'argent de la meilleure réalisation (ex aequo): On Falling (en) de Laura Carreira, et El llanto de Pedro Martín-Calero
- Coquille d'argent du meilleur premier rôle : Patricia López Arnaiz pour son rôle dans Los destellos
- Coquille d'argent du meilleur second rôle : Pierre Lottin pour son rôle dans Quand vient l'automne
- Prix du jury pour la meilleure photographie : Piao Songri pour Bound in Heaven
- Prix du jury pour le meilleur scénario : Quand vient l'automne de François Ozon

### Nouveaux réalisateurs
- Prix du meilleur film : Bagger Drama de Piet Baumgartner

### Horizontes latinos
- Prix du meilleur film : Kill the Jockey (El jockey) de Luis Ortega

### Zabaltegi - Tabakalera
- Prix du meilleur film : April de Dea Kulumbegashvili

### Prix du public
- Prix du meilleur film : En fanfare de Emmanuel Courcol

### Prix spéciaux
- Prix Donostia : Cate Blanchett, Pedro Almodovar et Javier Bardem